# Канитар
Канитар (порт. Canitar) — муниципалитет в Бразилии, входит в штат Сан-Паулу. Составная часть мезорегиона Ассис. Входит в экономико-статистический микрорегион Ориньюс. Население составляет 4251 человек на 2006 год. Занимает площадь 57,380 км². Плотность населения — 74,1 чел./км².

## История
Город основан 19 мая 1991 года.

## Статистика
- Валовой внутренний продукт на 2003 составляет 18 477 969,00 реалов (данные: Бразильский институт географии и статистики).
- Валовой внутренний продукт на душу населения на 2003 составляет 4740,37 реала (данные: Бразильский институт географии и статистики).
- Индекс развития человеческого потенциала на 2000 составляет 0,738 (данные: Программа развития ООН).